# Народный писатель Таджикистана
Народный писатель Таджикистана (тадж. Нависандаи халқии Тоҷикистон) — почётное звание Республики Таджикистан. Присвоение звания регулируется статьёй 20 Закона РТ «О государственных наградах Республики Таджикистан» от 31 июля 2001 года.

## Народные писатели Таджикистана
Звания «Народный писатель Таджикистана» были удостоены:
- Икрами, Джалол
- Бахори, Абдумалик